# Circuito Radio Venezuela
Circuito Radio Venezuela es una cadena de radio venezolana. Comenzó sus emisiones en 1932 como Radiodifusora Venezuela, y desde 1999 se volvió una cadena de radio al absorber las estaciones de Radio Cadena Mundial tras su estatización.
Su emisora matriz se ubica en Caracas y transmite en la frecuencia 790 KHz AM. Las estaciones que componen la cadena poseen programación propia.

## Historia
El 29 de mayo de 1932, comienza emisiones Radiodifusora Venezuela, con un transmisor de 1 KW construido por Gerardo Silbesz. En sus comienzos, estuvo ubicada entre las esquinas de Miseria a Pinto de la ciudad de Caracas, y en 1940 es trasladada al oeste de la ciudad, en un rincón de Catia conocido con el nombre de ¨Plan de Chicato¨. La emisora acoge a los mismos animadores y artistas que los acompañó en el año de 1930, iniciaron actividades en la 1 Broadcasting Caracas (la primera emisora del país y ahora conocida con el nombre de Radio Caracas Radio), destacan entre otros Edgar J. Anzola, las orquestas de Carlos Bonet y Valeriano Ramos.
Esta emisora tiene sus antecedentes en otra estación llamada YB9BC, fundada por el mismo Silbesz, el 5 de abril de 1931, en su casa ubicada en las esquinas de Bolero a Pinto, en el actual centro de Caracas, allí solo funcionó alrededor de un año
Desde finales de los años 70 y durante los 80s, Radiodifusora Venezuela se volvió conocida por su programación compuesta por canciones de rock venezolano, mientras funcionaba en el pequeño edificio de Radio Libertador en la Av. Lecuna de Caracas, entre las esquinas de Reducto y Miracielos. Algunos locutores que formaron parte de la emisora en esa época fueron Gian Visconti, Arturo Camero, Marisela Bonilla, Jesús Leandro, Eugenio MIranda, Enrique Castillo y Néstor Mena, bajo la dirección y producción general de Matty Scholtz y posteriormente George Henríquez. Algunos de los programas de la estación eran Ciclo Pop, Más allá de lo convencional, Disco top 790, Rock en Contestación, Los Venezolanos en el tope, Jazz y Metal Puro, los cuales fueron cruciales para el movimiento musical venezolano de la época. Algunos de los artistas nacionales que fueron invitados a los programas de Radiodifusora Venezuela fueron Hydra, La Misma Gente, Resistencia, Grand Bite, Arkangel, Haz, Ficción, Rada, Clarox, Equilibrio Vital, Aditus y Fahrenheit, junto con artistas internacionales como Miguel Ríos, Miguel Mateos y bandas como Saga, Van Halen y Queen
La emisora cambia de rumbo y esta línea se pierde para finales de 1989.
En diciembre de 1999, Radiodifusora Venezolana adquiere las estaciones que anteriormente formaban parte de la red Radio Cadena Mundial y se convierte en una cadena de radio. Un año después, en 2000, cambia de nombre a Radio Venezuela y después a Circuito Radio Venezuela.

## Frecuencias
- Radio Venezuela 790 AM (Caracas)

- Mara Ritmo 900 AM (Maracaibo).

- Radio Barinas 880 AM (Barinas).

- Radio Llanera 960 AM (Acarigua).

- Ondas del Caribe 1150 AM (Punto Fijo).

- Radio Venezuela Valencia 1220 AM (Valencia). Antigua Radio Mundial Valencia, actualmente fuera del aire

- Radio Universal 1080 AM (Maracay)*.

- Radio Oriente 720 AM (Porlamar). Antigua Radio Visión Oriente, luego Radio Felicidad entre 1990 y 1994 y desde 1994 Radio Oriente

- Radio Venezuela 880 AM (Puerto Ordaz)

- Radio Bolívar 1010 AM (Ciudad Bolívar).

- Radio Carúpano 1110 AM (Carúpano).

*Cabe destacar que algunas de estas emisoras pertenecían hasta 1999 al circuito Radio Cadena Mundial, cuya emisora matriz era YVKE Mundial.